# Savin Hill (Metro de Boston)
Savin Hill  es una estación en la línea Roja del Metro de Boston. La estación se encuentra localizada en Savin Hill Avenue y Sidney Street en Boston, Massachusetts. La estación Savin Hill fue inaugurada el 5 de noviembre de 1927. La Autoridad de Transporte de la Bahía de Massachusetts es la encargada por el mantenimiento y administración de la estación. 

## Descripción
La estación Savin Hill cuenta con 1 plataforma central y 2 vías. 

## Conexiones
La estación es abastecida por las siguientes conexiones: 
- Rutas de autobuses: 18